# ژو-لس-بوا
ژو-لس-بوا (به فرانسوی: Jeu-les-Bois) یک کمون در فرانسه است که در اندر واقع شده‌است. ژو-لس-بوا ۳۸٫۳۲ کیلومتر مربع مساحت و ۳۹۹ نفر جمعیت دارد و ۱۷۱ متر بالاتر از سطح دریا واقع شده‌است.